# یودنو بومگارتن
یودنو بومگارتن (به آلمانی: Judenau-Baumgarten) یک منطقهٔ مسکونی در اتریش است که در ناحیه تولن واقع شده‌است. یودنو بومگارتن ۱۴٫۳۵ کیلومتر مربع مساحت دارد ۱۸۷ متر بالاتر از سطح دریا واقع شده‌است.